# Fotbal Club Torentul Chișinău
Il Fotbal Club Torentul Chișinău è stata una squadra calcistica moldava attiva tra il 1992 e il 1996. Ha partecipato a cinque edizioni della Divizia Națională, massima serie del campionato moldavo di calcio.

## Storia
Il club fu fondato nel 1992 come Dinamo-Codru Chișinău e prese parte alla prima edizione del campionato di calcio moldavo dopo l'indipendenza dall'Unione Sovietica concludendolo al settimo posto. Nella stagione successiva cambiò nome in Dinamo Chișinău e raggiunse il suo miglior risultato sportivo, la finale in coppa di Moldavia persa 1-0 contro il Tiligul-Tiras Tiraspol.
Cambiò ancora denominazione in Torentul Chișinău e prese parte al campionato fino al 1995-1996 quando perse i play-out, venne retrocesso e si sciolse.